# Хисберт, Антонио
Антонио Хисберт Перес (исп. Antonio Gisbert Pérez; 19 декабря 1834[…] или 1835[…], Алькой — 27 ноября 1901 или 1902[…], Париж) — испанский художник. 

## Биография
Родился в 1824 году в городе Алькой (современная Аликанте, автомномное сообщество Валенсия. Получил образование живописца в Королевской академии изящных искусств Сан-Фернандо в Мадриде под руководством Хосе Мадрасо.
В 1868 году был назначен директором главного художественного музея Испании — Прадо. Занимал эту должность в течение пяти лет. В 1873 году  из-за политических неурядиц вышел в отставку и удалился во Францию.
Скончался в 1901 году в Париже.

## Творчество
Как художник, Хисберт известен в первую очередь созданием нескольких исторических картин, для которых характерны продуманность композиции, величественность, накал страстей, созданный не столько «театральными», сколько психологическими средствами.
Наиболее известные картины Хисберта в Испании обладают хрестоматийной известностью, воспроизводятся в школьных учебниках и популярных изданиях. Место Хисберта в культуре Испании можно поэтому сравнить с ролью в культуре России его современников — Репина и особенно Сурикова.

## Галерея
- Казнь участников восстания комунерос.
- Казнь борцов с абсолютизмом — Торрихоса и его сторонников в Малаге.
- Король Испании Амадей I перед гробом генерала Хуана Прима.
- Высадка пуритан в Северной Америке (отцы-пилигримы с «Мейфлауэра»).